# Р-17
Р-17 (індекс ГРАУ — 8К14, експортне позначення R-300, класифікації МО США і НАТО SS-1c Scud B, неофіційно — «керосинка») — радянська рідинна одноступенева балістична ракета на компонентах палива тривалого зберігання. Вдосконалена версія ракети Р-11.
Ракета запускалася з різних пускових установок, зокрема з 2П19 та оперативно-тактичного ракетного комплексу 9К72 «Ельбрус».

## Історія
Спроби подальшої модернізації ракет Р-11М (проект Р-11му, індекс ГРАУ 8К12) показали недоцільність використання витискальної системи подачі палива для підвищення питомої тяги двигуна (з метою збільшення дальності ракети понад 150 км за маси корисного навантаження не менше 900 кг). Малий запас тяги двигуна не дозволяв підвищувати запас компонентів ракетного палива (а значить і загальну масу ракети), водночас подальше підвищення тиску в баках також було неможливим через досягнення граничного значення.
Найкращим варіантом розв'язання проблеми було використання двигуна з турбонасосною системою подавання пального. Крім того, турбонасосний агрегат забезпечував кращу «керованість» двигуна (завдяки точному регулюванню тяги), а значить з'явилася справжня можливість підвищити точність ракети (за дальністю).
До 1957 року в ОКБ-3 НДІ-88 головного конструктора Д. Д. Севрука було розроблено РРД з ТНА С3.42, який міг бути використаний в ракетах з габаритами Р-11, при цьому гарантував досягнення максимальної дальності близько 240 км.
За пропозицією ініціативної групи, головним конструктором СКБ-385 В. П. Макеєвим було прийнято рішення підготувати до 10 січня 1958 р. проектне креслення компонування, пневмогідравлічну схему й основні розрахунки нової ракети. В ОКБ-1 С. П. Корольов підтримав цей проект, завдяки чому ця ідея також знайшла підтримку і в Головному артилерійському управлінні (ГАУ). Постановою ЦК КПРС і уряду № 378-181 від 1 квітня 1958 р. СКБ-385 доручалася розробка ракети Р-17 (з турбонасосною системою подачі палива) з дальністю стрільби від 50 до 240 км.
Новій ракеті Р-17 в ГАУ був привласнений індекс 8К14. Ведучий конструктор — Ю. Бобришев. Провідним по виробу від МО призначений підполковник А. В. Титов, а по системі керування підполковник П. В. Захаров.
Розробниками основних систем Р-17 від суміжних організацій промисловості були призначені:
- за бортовою системою керування — головний конструктор НДІ-592 Н. А. Семіхатов;
- за двигуном (С3.42) на першому етапі льотних випробувань — головний конструктор ОКБ-3 НДІ-88 Д. Д. Севрук;
- за двигуном (С5.2) з другого етапу льотних випробувань — головний конструктор ОКБ-5 А. М. Ісаєв;
- за гіроскопічним приладом (1СБ9, 1СБ10, 1СБ12) головний конструктор НДІ-944 В.І. Кузнєцов;
- за розривним зарядом і звичайним спорядженням головної частини (8Ф44) - НДІ-6;
- за спецзарядом і комплектом електроавтоматики ГЧ 8Ф14 — науковий керівник НДІ-1011 МСМ Ю.Б. Харитон, головний конструктор С.Г. Кочарянц;
- за комплексом наземного обладнання — головний конструктор ДСКБ В.П. Петров;
- за приладами прицілювання (8Ш18) — головний конструктор заводу 784 Київського СНХ С.П. Парняков;
- за стартовим агрегатом на гусеничному ходу (2П19) — головний конструктор ОКБТ Ленінградського Кіровського заводу Ж.Я. Котін;
- за стартовим агрегатом на колісному ходу (2П20) — головний конструктор ЦКБ ТМ Н.А. Кривошеїн.

Задля прискорення процесу розробки комплексу масогабаритні характеристики нової ракети були обрані близькими до Р-11М. Таким чином забезпечувалася можливість частково використовувати в складі нового комплексу агрегати наземного обладнання від ракети 8К11 (проте потрібно було виконати певні доробки).
Незважаючи на зовнішню схожість Р-17 з Р-11М, конструктивно ці ракети мають мало спільного: фактично була повністю змінена компонувальна схема, розроблена більш досконала система керування, використана принципово інша пневмогідравлічна система, метод заправки компонентами ракетного палива та інше.
В процесі роботи над ракетою Р-17 в ОКБ-5 (на чолі з головним конструктором А. М. Ісаєвим) був розроблений новий двигун з поліпшеними характеристиками. Завдяки вищій тязі нового двигуна вдалося підвищити максимальну дальність ракети.
Перший випробувальний пуск ракети Р-17 відбувся на полігоні Капустін Яр (КапЯр) 12 грудня 1959 р
На першому етапі розробки дослідні зразки ракет виготовлялися на Златоустівській машинобудівному заводі, проте на другому етапі льотних випробувань виготовлення виробів (а згодом і серійне виробництво) було передано на Стрийський механічний завод (№ 385), який вже випускав Р-11М (8К11).
На початковому етапі розробки ядерної бойової частини передбачалося використовувати в корпусі 8Ф14 заряд потужністю 5 кілотонн (кт) (бойова частина 407А14), аналогічний тому, що використовувався в авіабомбі 407Н, яка розроблялася в той же час. Однак згодом був розроблений потужніший заряд (10 кт) з кращими масогабаритними характеристиками (в першу чергу менший за вагою, завдяки чому вдалося додатково збільшити дальність ракети) і на озброєння була прийнята бойова частина 269а в тому ж корпусі (8Ф14).
Для транспортування і запуску ракет було розроблено гусеничне шасі 2П19 на базі ІСУ-152, зовні схоже на стартовий агрегат 2У218 ракети Р-11М. Чотири гусеничних стартових агрегату 2П19 з ракетами Р-17 взяли участь у військовому параді з Червоної площі 7 листопада 1961 р
24 березня 1962 року постановою Радміну СРСР ракета Р-17 була прийнята на озброєння Радянської Армії.
Стартовий агрегат 2П20 на колісному шасі МАЗ-537 (розробляється одночасно з гусеничним 9П19) випробування не витримав [1] і на озброєння прийнятий не був. У 1967 році прийнята на озброєння пускова установка 9П117 на чотиривісних самохідному шасі МАЗ-543П.
У 1960-х рр. були переглянуті правила індексації озброєння з метою їх упорядкування. Саме тоді ракетам перестали привласнювати індекс «К», який замінили на індекс «М» (причому найменування комплексу від найменування ракети стало відрізнятися тільки однією літерою). Однак для ракет, які вже стояли на озброєнні (в тому числі і 8К14), індексація залишилася старою, але були присвоєні нові індекси для ракетних комплексів (які до цього окремих індексів не мали). Комплекс з ракети 8К14 з комплектом устаткування і техніки, що забезпечує її експлуатацію, отримав індекс 9К72.
| Підйомно-транспортне обладнання                            | Підйомно-транспортне обладнання                                                                         |
| ---------------------------------------------------------- | --- |
| 2ТЗ (2ТЗМ, 2ТЗМ1)                                          | Ґрунтовий візок (в комплекті з контейнером, термочохлом, зливним і дренажним з'єднанням і перехідником) |
| 9Ф21МА (9Ф21МУ), 2У662Д (2У662ДУ), 2У662М (2У662МУ), 9Ф223 | Машина-сховище (для бойових частин в спеціальному спорядженні)                                          |
| ЗІЛ-157 (ЗІЛ-131)                                          | Автомашина (для перевезення бойових частин в звичайному спорядженні)                                    |
| 8Т22, 9Т31М (9Т31М1)                                       | Кран |
| 9Т37                                                       | Комплект вантажопідйомних засобів                                                                       |
| 9Т55А                                                      | Комплект такелажу                                                                                       |
| Заправочне обладнання                                      | |
| 2Г1У (2Г1), 9Г29                                           | Автозаправник палива                                                                                    |
| 8Г17М1, 9ГЗ0                                               | Автозаправник окислювача                                                                                |
| 8Т311 (8Т311М)                                             | Обмивально-нейтралізаційна машина                                                                       |
| 8ГЗЗУ, УКС-400В                                            | Компресорна станція (в комплекті з індикатором вологості 8Ш31)                                          |
| Випробувальне обладнання                                   | |
| 2В11 (2В11М1)                                              | Машина горизонтальних випробувань (в комплекті з бензоелектричних агрегатом 8Н01)                       |
| 9В41 (9В41М)                                               | Машина автономних випробувань (в комплекті з бензоелектричних агрегатом 8Н01)                           |
| Пускове обладнання                                         | |
| 9П117 (9П117М, 9П117М1)                                    | Стартовий агрегат з комплектом приладів наведення 8Ш18                                                  |
| 2П19 (2П19М)                                               | Стартовий агрегат з комплектом приладів наведення 8Ш18                                                  |
| Допоміжне обладнання                                       | |
| 2Щ1 (2Щ1М2)                                                | Автомашина ЗІП                                                                                          |
| 2Т5                                                        | Ангарно-транспортний візок (для арсеналів і баз)                                                        |
| 8Г27 (8Г27У, 8Г27К)                                        | Підігрівач повітря                                                                                      |
| 8Ю11 (8Ю11У)                                               | Намет утепленний                                                                                        |
| 8Ю44 (8Ю44М)                                               | Польова хімічна лабораторія                                                                             |
| 9В292                                                      | Машина «Контроль» (метрологічна)                                                                        |
| 9Т114                                                      | Візок для авіатранспортування (бойових частин в штатному контейнері)                                    |

Базова модель Р-17 призначалася в першу чергу для використання з ядерними бойовими частинами, так як недостатня точність не гарантувала ефективності застосування фугасних бойових частин (бойові частини 8Ф44 випускалися в менших обсягах, ніж ЯБЧ, і йшли в першу чергу на експорт в комплекті з ракетами Р-17Е).
Пізніше для комплексу 9К72 були створені хімічні бойові частини, для яких була розроблена модифікація ракети 8К14-1 (яка поступово замінила базову модифікацію 8К14). Відповідно модернізувалися і пускові установки.
В процесі експлуатації комплексу 9К72 замовником (Міністерством оборони) неодноразово ставилися питання про необхідність модернізації для підвищення його бойової ефективності. З цією метою виконувалися відповідні НДДКР і робилися спроби розробки нових модифікацій комплексу (наприклад, 9К73 — з полегшеною пусковою установкою, що транспортується вертольотом, 9К77 — з підвищеною дальністю, 9К72-1 — з відокремлюваної бойовою частиною, керованої на кінцевій ділянці траєкторії за допомогою оптичної головки самонаведення і інші). Однак жодна з цих модифікацій на озброєння прийнята не була.
У 1995, 2001 і 2002 рр. при відпрацюванні протиракетного комплексу С-300 і його модифікацій в якості мішеней використовувалися серійні бойові ракети 8К14.

## Конструкція

### Основні характеристики
| Довжина виробу від опорних п'ят до вершини головної частини         | 11164 мм                                                |
| Діаметр корпусу виробу                                              | 880 мм                                                  |
| Розмах за стабілізаторами                                           | 1810 мм                                                 |
| Вага незаправленого виробу з головною частиною 269а                 | 2076 кг                                                 |
| Вага повністю заправленого виробу з головною частиною 269а          | 5862 кг                                                 |
| Вага незаправленого виробу з головною частиною 8Ф44                 | 2074 кг                                                 |
| Вага повністю заправленого виробу з головною частиною 8Ф44          | 8560 кг                                                 |
| Двигун 9Д21                                                         | Рідинний, реактивний                                    |
| Подача компонентів палива в двигун                                  | Турбонасосним агрегатом, що працює від газогенератора   |
| Спосіб розкрутки ТНА                                                | Від порохової шашки                                     |
| Компоненти палива двигуна:                                          |                                                         |
| Пальне пускове                                                      | ТГ-02                                                   |
| Пальне основне                                                      | ТМ-185                                                  |
| Окислювач                                                           | АК-27І                                                  |
| Спосіб запалювання компонентів палива                               | Хімічний (самозаймання)                                 |
| Заправка виробу компонентами палива:                                |                                                         |
| Окислювач                                                           | У горизонтальному положенні виробу                      |
| Основне пальне                                                      | У горизонтальному положенні виробу                      |
| Пускове пальне                                                      | У вертикальному положенні виробу на стартовому агрегаті |
| Характер заправки                                                   | Об'ємно-ваговий                                         |
| Заправна вага палива та стисненого повітря при температурі + 15 ° С | 3786 кг                                                 |
| В тому числі:                                                       |                                                         |
| Вага окислювача АК-27І                                              | 2919 кг                                                 |
| Вага палива ТМ-185                                                  | 822 кг                                                  |
| Вага пускового палива ТГ-02                                         | 30 кг                                                   |
| Вага стисненого повітря                                             | 15 кг                                                   |
| Система керування                                                   | Автономна інерціальна                                   |
| Виконавчий елемент системи керування                                | Газоструйне кермо                                       |
| Система аварійного підриву                                          | Автономна                                               |
| Максимальна дальність                                               | 300 км                                                  |
| Мінімальна дальність                                                | 50 км                                                   |
| Гарантована дальність                                               | 275 км                                                  |

Основними компонентами палива Р-17 служили ТМ-185 (на основі нафтопродуктів: полімердістіллат — 56 %, легке масло піролізу — 40 %, трикрезол — 4 %) і АК-27І (червона димна азотна кислота). Пальне для пуску — ТГ-02 «Самин».
Має максимальну дальність 300 км. Ракети могли нести як звичайну фугасну, так і ядерну бойову частини (в 1960–1970-ті рр. Були розроблені під ВНДІТФ і прийняті на озброєння п'ять зразків ЯБЧ потужністю 10, 20, 200, 300 і 500 кт).
Бойові частини в хімічному спорядженні (3Н8, 8Ф44Г і 8Ф44Г1) іменувалися «спеціальними бойовими частинами», оскільки в СРСР офіційно заперечували наявність на озброєнні хімічної зброї. Удосконалена ракета 8К14-1 мала додаткові трубопроводи для задіювання ампульних батарей бойової частини і дозаправлення повітрям пневмоблоків БЧ при підготовці до пуску. Передній стикувальний шпангоут, виготовлений не з дюралюмінію, а зі сталі, забезпечував можливість використання більш важких бойових частин з «нестандартної» (з формою, що відрізняється від конусної) геометрією, таких як 3Н8 (а згодом — 9Н78 з ДБН).
Крім того, ракета 8К14-1 мала деякі відмінності в експлуатації (зокрема, мала газоструменеві рулі заводської установки, завдяки чому виключалася необхідність монтажних операцій з кермом на технічній позиції).
(Інформація може бути неточною)
Індекс Боєголовок у ракетах Р-17
Фугасна: 8Ф44
Ядені: на основі РДС-4
(Це все, що я зміг знайти).

### Основні складові, агрегати, прилади
| Найменування                                                                | Позначення                |
| --------------------------------------------------------------------------- | ------------------------- |
| Виріб                                                                       | 8000-0                    |
| Двигун                                                                      | 9Д21                      |
| Гироплата (для установки гироприборів)                                      | 1СБ11                     |
| Лічильно-вирішальний прилад автомата стабілізації                           | 1СБ13М (1СБ13)            |
| Рульова машина I                                                            | 1СБ14                     |
| Рульова машина II                                                           | 1СБ14                     |
| Рульова машина III                                                          | 1СБ14                     |
| Рульова машина IV                                                           | 1СБ14                     |
| Годинниковий механізм (системи керування)                                   | 1СБ15                     |
| Комутаційна коробка (системи керування)                                     | 1СБ16                     |
| Відключий пристрій                                                          | С-229                     |
| Ампульна батарея (системи керування)                                        | 1СБ18М                    |
| Потенціометр I                                                              | 9Б312                     |
| Потенціометр II                                                             | 9Б312                     |
| Потенціометр III                                                            | 9Б312                     |
| Потенціометр IV                                                             | 9Б312                     |
| Бортова кабельна мережа (системи керування)                                 | 1СБ20                     |
| БАПР-3 (комутаційний прилад системи АПР)                                    | 1СБ23                     |
| РВ-14 (блок висотних реле системи АПР)                                      | 1СБ24                     |
| Ампульна батарея системи АПР                                                | 1СБ25М                    |
| Редуктор повітряний                                                         | 3210-ОА                   |
| Електропневмоклапан (повітряний)                                            | 3250-0                    |
| Перетворювач напружений                                                     | 1СБ47М                    |
| Прецизійний регулятор частоти                                               | ПРЧ-З0Б                   |
| Сигналізатор тиску СД1а (в магістралі наддуву баків)                        | МСДУД 6А-5                |
| Сигналізатор тиску СД1б (в магістралі наддуву баків)                        | МСДУД 6А-5                |
| Сигналізатор тиску СД2а (в баку пального «Г»)                               | МСДУД 6А-5                |
| Сигналізатор тиску СД2б (в баку пального «Г»)                               | МСДУД 6А-5                |
| Сигналізатор тиску СД3а (в баку окислювача «О»)                             | МСДУД 6А-5                |
| Сигналізатор тиску СД3б (в баку окислювача «О»)                             | МСДУД 6А-5                |
| Порохова шашка (запуску турбонасосного агрегату рухової установки)          | ПП3-9Д21                  |
| Запальник (пороховий шашки)                                                 | ВГ-10-9Д21                |
| Гірогорізонт                                                                | 1СБ9                      |
| Гіровертікант з боковим стабілізатором (гіроінтегратором бічних прискорень) | 1СБ10                     |
| Гіроскопічний інтегратор поздовжніх прискорень (автомата дальності)         | 1СБ12                     |
| Шланги (повітря високого тиску, повітря низького тиску, пускового пального) | К18.179, К18.180, К18.181 |
| Комплект змінних кабелів (Ш37, Ш38)                                         | 1СБ21                     |
| Кабель ОШО / ОШО1 (системи обігріву бойової частини)                        | 0-10/К17.255              |
| Кабель К21 (системи АПР)                                                    | 0-20А/К17.255             |
| Комплект кабелів БКС АПР                                                    | 1СБ26                     |
| Гермоукупорка                                                               | 9Я31                      |
| Графітоване кермо I                                                         | 0100-ОА/8А61              |
| Графітоване кермо II                                                        | 0100-ОА/8А61              |
| Графітоване кермо III                                                       | 0100-ОА/8А61              |
| Графітоване кермо IV                                                        | 0100-ОА/8А61              |

У країнах, які випускали 8К14 за ліцензією, проводилися розробки по збільшенню дальності ракети (в основному за рахунок зменшення ваги бойової частини). Зокрема, в КНДР була розроблена модифікація, в якій за рахунок зниження бойової навантаження була збільшена ємність паливних баків і, відповідно, зросла дальність польоту ракети. У той же час точність ракети погіршилася майже вдвічі в порівнянні з радянським оригіналом. Західним розвідкам було відомо про роботи по збільшенню дальності ракети Р-17, які виконувалися в СРСР, і помилково вважалося, що комплекс зі збільшеною дальністю (9К77) надійшов на озброєння радянської армії. Всі розробки модифікацій Р-17 зі збільшеною дальністю в західній літературі отримали позначення Scud-С.
Подальший розвиток моделі відомо також під корейським назвою «Нодон-1» («Праця-1»). Перше успішне випробування проведено КНДР в 1993 р з поліпшеною точністю стрільби. Дана модифікація часто з'являється в закордонних джерелах під позначенням Scud-D (також як 9К72-1 з ДБН, розроблена в СРСР за проектом «Аерофон»). Дані позначення не є офіційними і в різних джерелах можуть використовуватися неточно. Крім того, існує значна кількість модифікацій 8K14 навіть в рамках зазначених серій, в зв'язку з чим наведені нижче дані по ним слід вважати орієнтовними.
В СРСР проводилися роботи (ОКР «Аерофон») щодо підвищення точності ракетного комплексу шляхом створення відокремлюваної керованої бойової частини в звичайному спорядженні 9Н78 (масою 1017 кг) з оптичною головкою самонаведення 9Е423 (ракета 8К14-1 зістикувати з бойовою частиною 9Н78 отримала індекс 8К14-1Ф). На пускові установки встановлювався комплект сполучення 9Ф59. Доопрацьований ракетний комплекс, доукомплектований машиною підготовки даних 9С751, машиною введення даних 9С752, машиною регламентного обслуговування 9В948, комплектом арсенального обладнання 9Ф820 тощо, отримав найменування 9К72-1 (деякі джерела помилково вказують індекс 9К72О, де «О» — оптичний). Максимальна дальність для ракети 8К14-1Ф становила 235 км, а точність — 50–100 м (в залежності від масштабу аерофотознімків, які використовуються при підготовці еталона). Комплекс був прийнятий в дослідно-військову експлуатацію (наказ МО СРСР № 026 від 1990 року), однак на озброєння прийнятий не був (з огляду на незадовільну точності в умовах недостатньої видимості і сильній залежності від інших умов).

### Порівняння ТТХ
|                          | Р-11                    | Р-11М                   | Р-17                    | Р-17М? (9К77) «Ель Хуссейн» | Р-17ВТО (9К72-1)        | «Ель Аббас»             |
| ------------------------ | ----------------------- | ----------------------- | ----------------------- | --------------------------- | ----------------------- | ----------------------- |
| Країна                   | СРСР                    | СРСР                    | СРСР                    | СРСР, Ірак                  | СРСР                    | Ірак                    |
| Індекс ГРАУ              | 8А61                    | 8К11                    | 8К14, 8К14-1            | 9М77                        | 8К14-1Ф                 |                         |
| Код НАТО                 | SS-1A                   | SS-1B Scud A            | SS-1C Scud B            | SS-1D Scud C                | SS-1E Scud D            |                         |
| Довжина, м               | 10,424                  | 10,5                    | 11,164                  |                             | 12,29                   |                         |
| Діаметр, м               | 0,88                    | 0,88                    | 0,88                    | 0,88                        | 0,88                    | 0,88                    |
| Злітна маса, кг          | 5350                    | 5400                    | 5862                    |                             | 5900                    |                         |
| Корисне навантаження, кг | 690                     | 950                     | 989                     | 735                         | 1017                    | 485                     |
| Рухова установка         | Одноступінчата, рідинна | Одноступінчата, рідинна | Одноступінчата, рідинна | Одноступінчата, рідинна     | Одноступінчата, рідинна | Одноступінчата, рідинна |
| Дальність стрільби, км   | 270                     | 150                     | 300                     | 550                         | 235                     | 850                     |
| КІВ, м                   | 3000                    | 3000                    | 450                     |                             | 50                      |                         |

## Організаційно-штатна структура
Р-17 зводилися в ракетних бригадах окружного або армійського підпорядкування і мали в своєму складі 3 дивізіони по 3 батареї кожен з 1 СПУ в гусеничної версії. Всього 9 СПУ (самохідна пускова установка), до 500 автомашин спеціального і загального призначення, 800 чоловік особового складу, з них 243 людини обслуговувало самі СПУ.
Бригади, що мали колісну СПУ 9П117 на базі шасі МАЗ-543, могли мати дивізіони як 3-х батарейного, так і 2-х батарейного складу (по 1 СПУ в батареї), але при цьому, число дивізіонів могло бути 4 і більше.

## Бойове застосування
Р-17, прийнята на озброєння в 1962 році, після укомплектування нею ракетних бригад сухопутних військ СРСР, армій країн-учасниць Варшавського договору та інших соціалістичних країн, активно поставлялася на експорт в без'ядерному варіанті (в Китай ракета не поставлялася в зв'язку з погіршенням радянсько-китайських відносин). Експортна Р-17 (Р-17Е або R-300) і її модифікації неодноразово застосовувалися в регіональних конфліктах.
Ракетні програми КНДР, Пакистану та Ірану використовували технології Р-17 для створення своїх ракет середньої дальності.

### Війна судного дня (1973)
Невелика кількість Р-17 була використана Єгиптом проти Ізраїлю під час війни 1973 року.
Активно застосовувалася іракською стороною для атаки іранських об'єктів.

### Війна в Афганістані (1979-1989)
Більше 2000 ракет використовувала радянська армія в Афганській війні. Після виведення радянських військ Р-17 продовжували використовуватися афганською армією. 20 квітня 1991 роки три ракети впали на ринок в місті Асадабад, убивши близько 300 і поранивши від 500 до 700 осіб.

### Війна в Перській затоці (1991)
Після бомбардування іракського ядерного реактора ізраїльською авіацією в 1981 році в Іраку був розроблений план «неминучого удару у відповідь» у разі будь-якого ізраїльського вторгнення. План передбачав завдання удару балістичними ракетами «Ель-Хусейн» (модифіковані Р-17) із західної частини Іраку. Модифікація полягала у збільшенні дальності польоту ракети до 650 кілометрів, коштом зниження ваги бойової частини з 1 тонни до 500 кг і, відповідно, зниження точності. На початок квітня 1990 року розгортання ракет в західній частині Іраку було повністю завершено. 31 липня 1990 року, перед війною з Кувейтом, ракетні частини були приведені в повну бойову готовність.
Ракетні війська Іраку перед війною в Перській затоці складалися з 223-ї і 224-ї ракетних бригад ( «Ель-Хусейн», Р-17) і 225-й і 226-й бригад ( «Радий», «Місяць») під командуванням генерал-лейтенанта аль-Аюбі. Після захоплення Кувейту був розроблений план завдання ракетного удару по розташуванню коаліційних сил в Саудівській Аравії. На початку грудня 1990 року, перед вторгненням військ коаліції, був проведений тренувальний пуск ракети.
Під час війни в Перській затоці в 1991 році іракці обстрілювали модифікованими Р-17 території Ізраїлю (43 пуски, 40 успішних), Саудівської Аравії (48 пусків, 44 успішних), Катару (1 пуск) і Бахрейну (1 пуск). [10] Всього було запущено 93 ракети, 5 ракет зійшли з траєкторії під час початку запуску і 2 під час польоту.
Обстріл ракетами «Скад» призвів до великих руйнувань в Ізраїлі і Саудівській Аравії (збиток обчислювався сотнями мільйонів доларів). Через своєчасне попередження про ракетний обстріл значних жертв вдалося уникнути. Але також під час обстрілу заявлялося ніби ракети споряджені хімічною зброєю, що сіяло паніку в містах, багато людей задихнулися в протигазах, оскільки не вміли ними користуватися. Причому жодна випущена ракета не була споряджена хімічною зброєю.
За даними ізраїльської сторони дві третини з запущених ракет впали в ненаселеній місцевості, економічний збиток від руйнувань склав 250 мільйонів доларів [11] [12]. Було повністю зруйновано або серйозно пошкоджено 1525 будівель і знищено 50 автомашин. Внаслідок ракетного обстрілу території Ізраїлю було вбито 4 людини і 273 отримали поранення. У підсумку обстрілу території Саудівської Аравії, було зруйновано кілька десятків будинків, знищено кілька десятків автомашин, 1 людина загинула і 65 було поранено. Також були зачеплені два аеродроми (осколкові ушкодження отримали винищувач F-15C і розвідник RC-135V [15]). Значний за кількістю постраждалих результат був лише у однієї атаки — ракета поцілила в американські казарми в місті Дхара, внаслідок чого загинуло 28 американських солдатів і 110 отримали поранення.
Велику кількість жертв спричинив психологічний ефект обстрілу балістичними ракетами, лише в Ізраїлі загинули і наклали на себе руки близько 70 осіб і ще 818-ом знадобилася психологічна допомога.
Для відбиття атак були застосовані американські зенітно-ракетні комплекси «Петріот», про ефективність застосування яких існують суперечливі твердження. За ізраїльськими даними, в зони дії «Петріот» потрапили не більше 47 Р-17, по яких було випущено загалом 158 протиракет. Згідно з даними Міністерства Оборони Ізраїлю, «Петріот», попри перевитрату протиракет (в тому числі випадок з витратою 28 одиниць на ціль [11], вдалося перехопити не більше 20 % запущених іракцями ракет. В інших джерелах дані сильно варіюються (від 9 % за оцінками Контрольної Палати Адміністрації США до 36 % в російських джерелах [10], в американських джерелах зараз вказуються цифри до 52–80 %, під час війни називалися також цифри до 100 %). Сучасні ізраїльські дослідження говорять про те, що над Ізраїлем не вдалося збити жодної ракети, а повідомлення в радіо про одну збиту Р-17 так і не отримали підтвердження. Настільки різні дані пов'язані з об'єктивною складністю оцінки результатів стрільб — навіть близькі підриви ЗКР «Петріот» не нищили боєголовки Р-17, а лише відхиляли їх від курсу. У цих умовах, враховуючи низьку власну точність після іракської «модифікації» ракет Р-17, критерій зарахування уражених ракет до «збитих» носить суб'єктивний характер. При цьому частина протиракет «Петріот» впали на житлові квартали в ізраїльських містах, спричинивши значні руйнування.
Кількість залучених мобільних ракетних установок «Скад» склало всього 14 штук, ще 78 установок являли собою муляжі, або списані ракети «Луна». Пілоти коаліції заявляли що в ході війни знищили близько 100 «Скад», насправді ж жодну установка не було знищено, навіть жоден муляж не постраждав. Літакам коаліції вдалося розбомбити лише кілька порожніх ракетних шахт. Тому використання ракет Р-17 вважається одним з головних успіхів іракської армії у війні в Перській затоці.

### Громадянська війна в Ємені (1994)
Під час громадянської війни в Ємені в 1994 році, як сили Демократичної Республіки Ємен, так і урядові збройні сили застосовували ракети типу Р-17.

### Друга чеченська війна
У вересні 1999 року на базі 60-го навчального центру бойового застосування ракетних військ сухопутних військ (в/ч 42202, Капустин Яр, майданчик 71) для участі в бойових діях на Кавказі була сформована в/ч 97211 (630-й окремий ракетний дивізіон), на озброєнні якої складався ракетний комплекс 9К72.
Командир дивізіону підполковник Захарченко І. І. Дислокувався 630-й ордн в районі колишньої станиці Російської на кордоні з Чечнею, і в ході ведення бойових дій в період з 1 жовтня 1999 року по 15 квітня 2001 року здійснив 250 пусків ракет 8К14-1.
Були відстріляні ракети, в тому числі і прострочені, при цьому жодної відмови зафіксовано не було. Після витрачення запасу ракет дивізіон здав техніку на базу зберігання та в квітні 2001 року був передислокований на 71-й майданчик полігону Капустин Яр. У 2005 році 630-ї ордн першим в РФ отримав комплекс 9К720 «Іскандер».

### Війна між Саудівською Аравією і хуситами в Ємені (2015)
6 червня 2015 року агентство «Рейтер» з посиланням на джерела в Саудівській Аравії повідомило про пуск єменськими повстанцями ракети типу Scud по цілі на території КСА. Офіційний Ер-Ріяд повідомив, що ракета була перехоплена системою ППО "Петріот".
Однак, за даними французьких і іранських джерел, насправді 6 червня 2015 повстанці-хусити зуміли запустити по території Саудівської Аравії 12 ракет Scud, тільки три з яких були збиті ППО, а решта або вразили намічені цілі або впали в безлюдній місцевості; причому в ході цієї операції загинув начальник головного штабу ВПС Саудівської Аравії Мохаммед аль-Шаалан.
30 червня 2015 року Єменська агенція SABA інформувала про пуск «ОТРК 9К72Е "Ельбрус"» по цілі на території КСА. Повідомлялося, що ціль успішно уражена.
26 серпня 2015 року низка джерел повідомили про запуск хуситами «до трьох» ракет типу Scud по цілях у Саудівській Аравії. Можливо, деякі ракети були перехоплені системою ППО "Петріот".

## Оператори

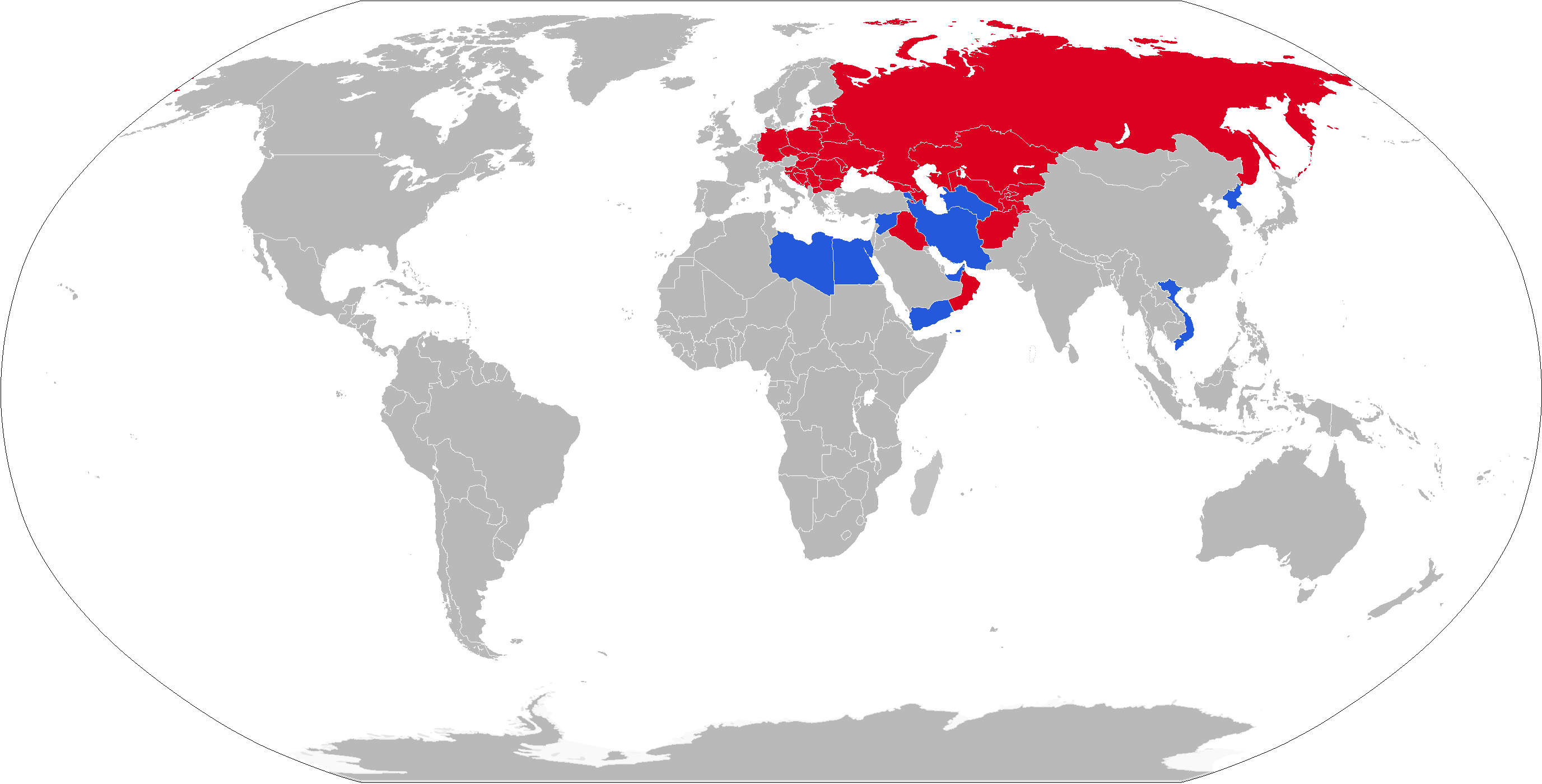
Карта операторів Р-17 «Ельбрус»

### Поточні
- Вірменія — 8 ПУ 9К72 «Ельбрус» (SS-1C Scud B), станом на 2019 рік[2]
- Білорусь — 60 ПУ 9К72 «Ельбрус» (SS-1C Scud B), станом на 2019 рік[3]
- В'єтнам — 24 ПУ 9К72 «Ельбрус» (SS-1C Scud B/C), на 2019 рік
- Єгипет — 9 ПУ SS-1C Scud-B, на 2019 рік[4]
- Іран КВІР — деяка кількість ПУ Shahab-1/Shahab-2 (Scud-B/Scud-C), станом на 2020 рік[5]
- Ємен — деяка кількість ПУ SS-1C Scud B, на 2019 рік[6]
- Північна Корея — понад 30 ПУ Hwasong-5 (SS-1C Scud B) та Hwasong-6 (SS-1D Scud-C), на 2019 рік[7]
- Лівія — ПУ SS-1D Scud C та SS-1E Scud D використовуються станом на 2020 рік
- ОАЕ — 6 ПУ SS-1C Scud-B, на 2019 рік[8]
- Сирія — деяка кількість ПУ SS-1C Scud B/C/D, на 2019 рік[9]
- Туркменістан — 1 бригада SS-1 Scud, на 2019 рік[10]